# آبشار توین (استرالیا)
آبشار توین (استرالیا) (به انگلیسی: Twin Falls (Australia)) آبشاری است که در استرالیا واقع شده و ارتفاع کلی ریزشگاه آن ۱۸ متر است.